# زهرا مشیر
زهرا قالیباف (زاده ۸ فروردین ۱۳۴۰)، همسر محمدباقر قالیباف است. او دانش‌آموخته جامعه‌شناسی و مدرس دانشگاه است و مدتی به عنوان ریاست دانشکده مدیریت و علوم انسانی واحد تهران شمال دانشگاه آزاد و هیئت منصفه دادگاه مطبوعات نیز فعالیت داشته است و فعال حوزه زنان و عضو ستاد ملی زن و خانواده است.
مشیر در سال ۱۳۶۱ و در ۲۱ سالگی با قالیباف ازدواج کرد. مشیر همسایه قالیباف بود. دوران دبیرستان را به پایان نرسانده بود که سید روح‌الله خمینی، صیغه عقدشان را جاری کرد. او سمت مدیریت اداره امور بانوان شهرداری تهران و مشاور شهردار را داشته است. البته بنا به ادعای قالیباف، وی در این پست‌ها، حقوقی دریافت نکرده است. افزون بر آن، او شعر می‌گوید، نقاشی می‌کند و جامعه‌شناسی می‌خواند. وی پس از نامزد شدن شوهرش در انتخابات ریاست‌جمهوری ایران ۱۳۹۲ از مدیریت کل امور بانوان شهرداری تهران استعفا کرد تا در صورت انتخاب همسرش حضوری فعال در دولت وی داشته باشد.
محمدباقر قالیباف از سال ۱۳۸۴ تا ۱۳۹۶ شهردار تهران بود. نقش مشیر در مؤسسه خیریه متوسلین به امام رضا و کمک مالی و در اختیار گذاشتن زمین از طرف شهرداری تهران به این مؤسسه در زمان ریاست محمدباقر قالیباف موجب بررسی این موضوع توسط شورای شهر تهران شد.